# Epiche
Epiche (altgriechisch Ἐπίχε) war ein griechischer Töpfer, der in der Mitte des 6. Jahrhunderts v. Chr. in Böotien tätig war.
Er ist nur bekannt durch eine von ihm signierte hochfüßige Schale in Athen, Kanellopoulos Museum 941. Er war der oder einer der Töpfer der Werkstatt der sogenannten böotischen Vogel-Schalen.